# Mondial des clubs de rink hockey 2006
Navigation
Mondial des clubs 2008
Le Mondial des clubs de rink hockey 2006 est la première édition du Mondial des clubs, compétition qui regroupe les meilleures équipes de rink hockey du monde. Cette première édition se déroule en 2006 à Luanda, en Angola.

## Déroulement
12 équipes de 8 pays différents participent à l'édition 2006. Elles sont réparties dans 4 groupes de 3 équipes chacune. La meilleure équipe de chaque groupe gagne le droit de participer à la poule finale qui désignera le champion. Les équipes qui ne se sont pas qualifiées pour la phase finale s'affronteront dans des matchs à élimination directe pour s'attribuer les places 5 à 12.

## Équipes participantes
Afrique :
 Juventude de Viana
 Petro de Luanda
 Desportivo de Maputo
Europe :
 FC Porto
 SL Benfica
 Bassano
 Lodi
 Reus
Amérique du Sud :
 Sertãozinho
 Concepción
 Olímpia de San Juan
 Estudantil S. Miguel

## Phase de qualification
| Groupe A   |
| ---------- |
| Bassano    |
| Concepción |
| Maputo     |

| Groupe B |
| -------- |
| Porto    |
| Olimpia  |
| Viana    |

| Groupe C    |
| ----------- |
| Reus        |
| Lodi        |
| Estudiantil |

| Groupe D    |
| ----------- |
| Benfica     |
| Petro       |
| Sertãozinho |

24 septembre 2006
| Heure | Groupe |         | Rés. | Rés. |             | Rapport |
| ----- | ------ | ------- | ---- | ---- | ----------- | ------- |
| 17h00 | D      | Benfica | 1    | 0    | Petro       |         |
| 18h30 | A      | Bassano | 0    | 0    | Concepción  |         |
| 20h00 | C      | Reus    | 9    | 1    | Estudiantil |         |
| 21h30 | B      | Porto   | 5    | 2    | Viana       |         |

25 septembre 2006
| Heure  | Groupe |        | Rés. | Rés. |             | Rapport |
| ------ | ------ | ------ | ---- | ---- | ----------- | ------- |
| 17h00  | B      | Porto  | 7    | 1    | Olimpia     |         |
| 18h30  | C      | Lodi   | 4    | 2    | Estudiantil |         |
| 20h00  | D      | Petro  | 2    | 2    | Sertãozinho |         |
| 21h30* | A      | Maputo | 3    | 21   | Bassano     |         |

* Le match Maputo-Bassano a été reporté au 27 septembre.
26 septembre 2006
| Heure | Groupe |            | Rés. | Rés. |             | Rapport |
| ----- | ------ | ---------- | ---- | ---- | ----------- | ------- |
| 17h00 | D      | Benfica    | 10   | 1    | Sertãozinho |         |
| 18h30 | B      | Viana      | 2    | 5    | Olimpia     |         |
| 20h00 | C      | Reus       | 5    | 2    | Lodi        |         |
| 21h30 | A      | Concepción | 19   | 4    | Maputo      |         |

Classement
| Groupe A | Groupe A   | Groupe A | Groupe A | Groupe A | Groupe A | Groupe A | Groupe A | Groupe A | Groupe A |
| Pos.     | Équipe     | J        | G        | N        | P        | +        | -        | Pts      | GA       |
| -------- | ---------- | -------- | -------- | -------- | -------- | -------- | -------- | -------- | -------- |
| 1        | Bassano    | 2        | 1        | 1        | 0        | 21       | 3        | 4        | +18      |
| 2        | Concepción | 2        | 1        | 1        | 0        | 19       | 4        | 4        | +15      |
| 3        | Maputo     | 2        | 0        | 0        | 2        | 7        | 40       | 0        | -33      |

| Groupe B | Groupe B | Groupe B | Groupe B | Groupe B | Groupe B | Groupe B | Groupe B | Groupe B | Groupe B |
| Pos.     | Équipe   | J        | G        | N        | P        | +        | -        | Pts      | GA       |
| -------- | -------- | -------- | -------- | -------- | -------- | -------- | -------- | -------- | -------- |
| 1        | Porto    | 2        | 2        | 0        | 0        | 12       | 3        | 6        | +9       |
| 2        | Olimpia  | 2        | 1        | 0        | 1        | 6        | 9        | 3        | -3       |
| 3        | Viana    | 2        | 0        | 0        | 2        | 4        | 10       | 0        | -6       |

| Groupe C | Groupe C    | Groupe C | Groupe C | Groupe C | Groupe C | Groupe C | Groupe C | Groupe C | Groupe C |
| Pos.     | Équipe      | J        | G        | N        | P        | +        | -        | Pts      | GA       |
| -------- | ----------- | -------- | -------- | -------- | -------- | -------- | -------- | -------- | -------- |
| 1        | Reus        | 2        | 2        | 0        | 0        | 14       | 3        | 6        | +11      |
| 2        | Lodi        | 2        | 1        | 0        | 1        | 6        | 7        | 3        | -1       |
| 3        | Estudiantil | 2        | 0        | 0        | 2        | 3        | 13       | 0        | -10      |

| Groupe D | Groupe D    | Groupe D | Groupe D | Groupe D | Groupe D | Groupe D | Groupe D | Groupe D | Groupe D |
| Pos.     | Équipe      | J        | G        | N        | P        | +        | -        | Pts      | GA       |
| -------- | ----------- | -------- | -------- | -------- | -------- | -------- | -------- | -------- | -------- |
| 1        | Benfica     | 2        | 2        | 0        | 0        | 11       | 1        | 6        | +10      |
| 2        | Petro       | 2        | 0        | 1        | 1        | 2        | 3        | 1        | -1       |
| 3        | Sertãozinho | 2        | 0        | 1        | 1        | 3        | 12       | 1        | -9       |

## Phase finale (Groupe E)
La phase finale regroupe les 4 meilleures équipes de la phase de qualification. Le titre se joue sous la forme d'un mini-tournoi entre ses 4 équipes.
28 septembre 2006
| Heure |         | Rés. | Rés. |       | Rapport |
| ----- | ------- | ---- | ---- | ----- | ------- |
| 20h00 | Bassano | 4    | 2    | Porto |         |
| 21h30 | Benfica | 1    | 3    | Reus  |         |

29 septembre 2006
| Heure |         | Rés. | Rés. |         | Rapport |
| ----- | ------- | ---- | ---- | ------- | ------- |
| 21h30 | Reus    | 2    | 3    | Bassano |         |
| 20h00 | Benfica | 1    | 1    | Porto   |         |

30 septembre 2006
| Heure |         | Rés. | Rés. |         | Rapport |
| ----- | ------- | ---- | ---- | ------- | ------- |
| 18h00 | Bassano | 3    | 2    | Benfica |         |
| 19h30 | Porto   | 0    | 6    | Reus    |         |

Classement
| Groupe E | Groupe E | Groupe E | Groupe E | Groupe E | Groupe E | Groupe E | Groupe E | Groupe E | Groupe E |
| Pos.     | Équipe   | J        | G        | N        | P        | +        | -        | Pts      | GA       |
| -------- | -------- | -------- | -------- | -------- | -------- | -------- | -------- | -------- | -------- |
| 1        | Bassano  | 3        | 3        | 0        | 0        | 10       | 6        | 9        | +4       |
| 2        | Reus     | 3        | 2        | 0        | 1        | 11       | 4        | 6        | +7       |
| 3        | Benfica  | 3        | 0        | 1        | 2        | 4        | 7        | 1        | -3       |
| 4        | Porto    | 3        | 0        | 1        | 2        | 3        | 11       | 1        | -8       |

## Places 5 à 12
Les places 5 à 12  sont jouées avec des matchs à élimination directe.
Les scores entre parenthèses correspondent aux scores des prolongations et tirs au but (prolong-tirs au but).
28 septembre 2006
| Heure | Groupe |             | Rés.   | Rés.   |             | Rapport |
| ----- | ------ | ----------- | ------ | ------ | ----------- | ------- |
| 10h30 | F      | Maputo      | 3      | 6      | Olimpia     |         |
| 12h00 | F      | Conceptión  | 2(0-3) | 2(0-0) | Viana       |         |
| 17h00 | F      | Estudiantil | 2(0-2) | 2(0-1) | Petro       |         |
| 18h30 | F      | Lodi        | 4      | 1      | Sertãozinho |         |

29 septembre 2006
| Heure | Places |             | Rés.   | Rés.   |            | Rapport |
| ----- | ------ | ----------- | ------ | ------ | ---------- | ------- |
| 10h30 | 9/12   | Petro       | 6      | 0      | Maputo     |         |
| 12h00 | 9/12   | Sertãozinho | 2      | 5      | Viana      |         |
| 17h00 | 5/8    | Estudiantil | 0      | 3      | Olimpia    |         |
| 18h30 | 5/8    | Lodi        | 2(0-3) | 2(0-2) | Concepción |         |

30 septembre 2006
| Heure | Places |             | Rés. | Rés. |             | Rapport |
| ----- | ------ | ----------- | ---- | ---- | ----------- | ------- |
| 10h30 | 11/12  | Maputo      | 5    | 7    | Sertãozinho |         |
| 12h00 | 9/10   | Petro       | 3    | 2    | Viana       |         |
| 15h00 | 7/8    | Estudiantil | 3    | 7    | Concepción  |         |
| 16h30 | 5/6    | Olimpia     | 3    | 2    | Lodi        |         |

## Classement
| Champion du monde des clubs 2006 de rink hockey |
| ----------------------------------------------- |
| AS BASSANO HOCKEY 54 Premier titre              |

|    | Équipe                        |
| -- | ----------------------------- |
| 1  | AS Bassano Hockey 54          |
| 2  | Reus Deportiu                 |
| 3  | SL Benfica                    |
| 4  | FC Porto                      |
| 5  | Olímpia de San Juan           |
| 6  | ASH Amatori Sporting Lodi     |
| 7  | Concepción Patin Club         |
| 8  | CHP Estudantil San Miguel     |
| 9  | Athlético Petroleos de Luanda |
| 10 | GD Juventude de Viana         |
| 11 | Sertãozinho Hoquei Club       |
| 12 | Grupo Desportivo de Maputo    |

## Anecdotes
- Le budget accordé à l'organisation de cet évènement s'élève à 1 million de dollars[1].
- Le vainqueur de la compétition a remporté une récompense de 5000 euros, le second 2500 euros et le troisième 1250 euros. Chaque équipe a remporté un trophée et les équipes placées de la 4e à la 12e place ont obtenu une récompense égale[2].
- Le meilleur buteur de la compétition a été Luis Viana, un joueur portugais de Bassano, en inscrivant 13 buts[3].